# Himatina trophina
Himatina trophina is een zeenaaktslak uit de familie Coryphellidae. Ze komt voor in het noordoosten van de Grote Oceaan. De soort voedt zich met hydroïden zoals Bougainvillia en Obelia die rond de kokerworm Diopatra ornata groeien.